# Palicella
Palicella is een geslacht van korstmossen dat behoort tot de orde Lecanorales van de ascomyceten. De typesoort is Palicella glaucopa.

## Soorten
Volgens Index Fungorum telt het geslacht zes soorten (peildatum februari 2023):
| Soortnaam                  | Auteur(s)                                                  | Publicatiejaar |
| -------------------------- | ---------------------------------------------------------- | -------------- |
| Palicella anakeestiicola   | (Lendemer & E.A. Tripp) S.Y. Kondr., Lokös & Farkas        | 2019           |
| Palicella filamentosa      | (Stirt.) Rodr. Flakus & Printzen                           | 2014           |
| Palicella glaucopa         | (Hook. f. & Taylor) Rodr. Flakus & Printzen                | 2014           |
| Palicella lueckingii       | Rodr. Flakus                                               | 2018           |
| Palicella schizochromatica | (Pérez-Ort., T. Sprib. & Printzen) Rodr. Flakus & Printzen | 2014           |
| Palicella xantholeuca      | (Müll. Arg.) Fryday & Orange                               | 2019           |